# Jiří Zídek
Pour les articles homonymes, voir Zídek.
Jiří Zídek, Jr., généralement connu en anglais en George Zidek, né le 2 août 1973 à Gottwaldov en Tchécoslovaquie (aujourd'hui Zlín, en République tchèque), est un ancien joueur tchèque de basket-ball.

## Biographie
Jiří Zídek est sélectionné par les Hornets de Charlotte au 22e rang de la draft 1995 à sa sortie de l'université de Californie à Los Angeles. Zidek dispute 3 saisons en NBA pour les Hornets, les Denver Nuggets et les Seattle SuperSonics, pour une moyenne de 3,4 points par match. En 1998, il retourne en Europe, retrouvant son ancien coéquipier à UCLA, Tyus Edney dans l'équipe du Žalgiris Kaunas. Il y remporte l'Euroligue en 1999, devenant ainsi le premier joueur tchèque lauréat de cette compétition. Après un retour dans son pays natal dans le club du ČEZ Basketball Nymburk et deux titres de champions gagnés en 2004 et 2005, il ne joue pas une seule rencontre durant la saison 2005-2006 blanche pour cause de blessure aux genoux. Il décide alors de mettre un terme à sa carrière en 2006.
Son père, Jiří Zídek Sr., était un joueur de basket-ball de l'équipe du Slavia VŠ Prague dans les années 1960 et 1970. Jiří Sr. remporte la Coupe Saporta en 1969. Les Zidek sont ainsi les premiers (et seuls) père et fils à avoir remporté une coupe d'Europe de basket-ball.

## Palmarès
- Champion NCAA 1995 avec les UCLA Bruins
- Vainqueur de l'Euroligue 1999 avec le Žalgiris Kaunas